# Râul Racta
Râul Racta este un râu afluent al râului Tur. 

## Hărți
- Harta județului Satu Mare